# Lukas Spendlhofer
Lukas Spendlhofer (Neunkirchen, 2 giugno 1993) è un calciatore austriaco, difensore dell'Hartberg.

## Caratteristiche tecniche
È un centrale difensivo abile nel colpo di testa e nelle palle inattive.

## Carriera

### Club

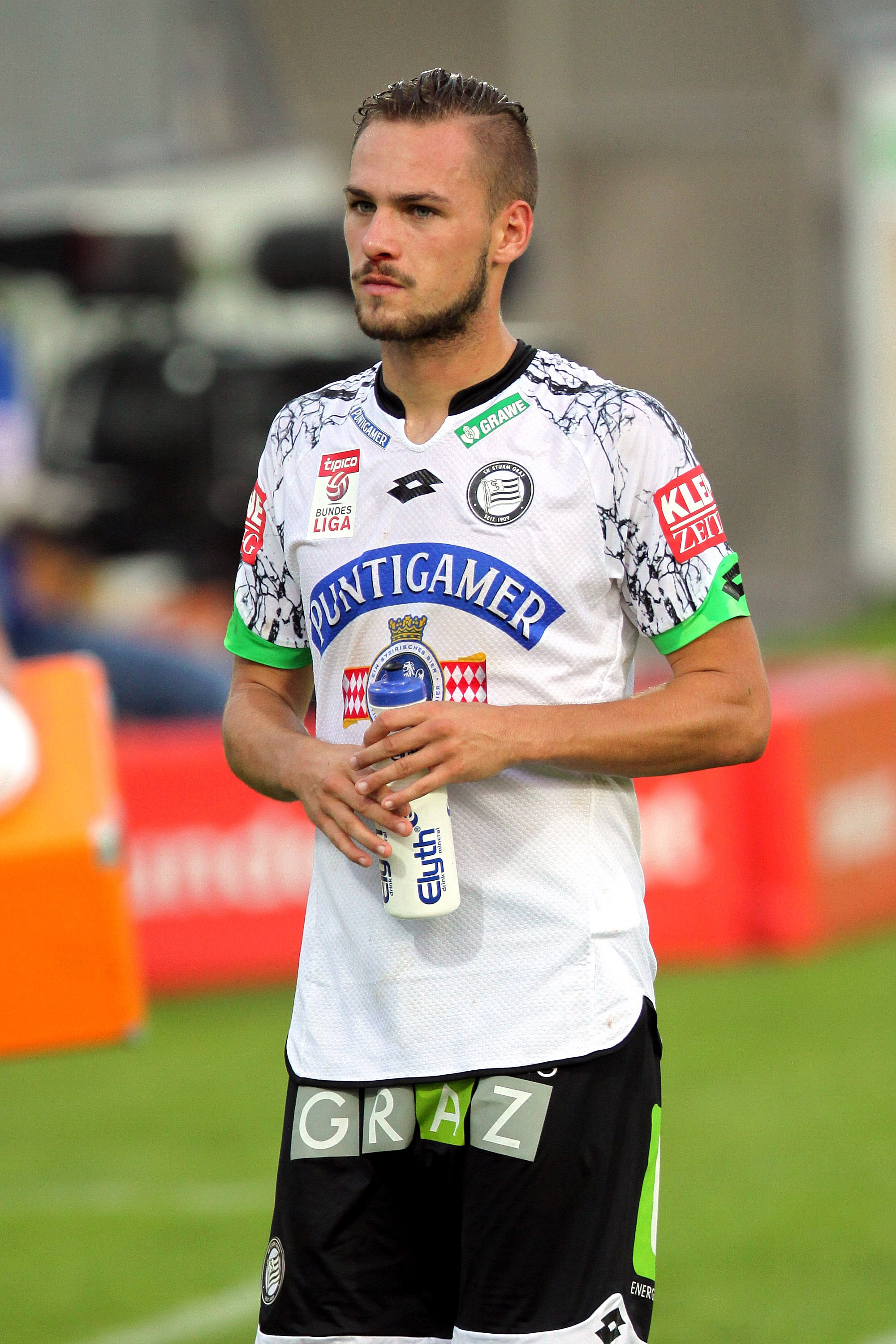
Spendlhofer con la maglia dello Sturm Graz.

Ha iniziato la carriera nel settore giovanile del Sankt Polten, squadra della seconda serie austriaca, per essere poi acquistato dall'Inter nell'estate 2011. Con la Primavera nerazzurra ha vinto il Campionato Primavera e la NextGen Series nel 2012, mentre nella stagione successiva è stato inizialmente messo fuori rosa per problemi legati al suo rinnovo contrattuale, salvo poi venire nuovamente impiegato dal tecnico Daniele Bernazzani nelle ultime partite. Il 12 maggio 2013 Andrea Stramaccioni, suo ex allenatore nel primo anno di Primavera, lo ha fatto esordire in Serie A nell'ultimo quarto d'ora di Genoa-Inter (0-0). Nella stagione 2013-2014, dopo aver rinnovato fino al 2016 il contratto che lo legava all'Inter, è stato ceduto con la formula del prestito al Varese, squadra di Serie B, con cui ha giocato due gare di Coppa Italia (le sue prime in carriera in questa manifestazione) e ha esordito in B il 31 agosto 2013 in Varese-Modena (1-1). Chiude la stagione con un totale di 5 presenze, 3 in campionato e 2 in Coppa Italia.
Passa poi in prestito allo Sturm Graz, con cui esordisce nella massima serie austriaca. Il 12 maggio 2015 viene riscattato, firmando un contratto valido fino al 2018.
Dopo 6 stagioni in Austria, il 2 ottobre 2020 torna in Italia firmando con l’Ascoli un contratto biennale con opzione. Non trovando molto spazio coi marchigiani, che in dicembre lo mettono ai margini della rosa, il 9 febbraio 2021 viene ceduto in prestito agli israeliani del Bnei Sakhnin.

### Nazionale
Ha giocato numerose partite amichevoli con le nazionali Under-18, Under-19 e Under-21; nel 2013 ha giocato 3 partite di qualificazione agli Europei Under-21.

## Statistiche

### Presenze e reti nei club
Statistiche aggiornate al 7 agosto 2024.
| Stagione          | Squadra             | Campionato        | Campionato | Campionato | Coppe nazionali | Coppe nazionali | Coppe nazionali | Coppe continentali | Coppe continentali | Coppe continentali | Altre coppe | Altre coppe | Altre coppe | Totale | Totale |
| Stagione          | Squadra             | Comp              | Pres       | Reti       | Comp            | Pres            | Reti            | Comp               | Pres               | Reti               | Comp        | Pres        | Reti        | Pres   | Reti   |
| ----------------- | ------------------- | ----------------- | ---------- | ---------- | --------------- | --------------- | --------------- | ------------------ | ------------------ | ------------------ | ----------- | ----------- | ----------- | ------ | ------ |
| 2012-2013         | Inter               | A                 | 1          | 0          | CI              | 0               | 0               | UEL                | 0                  | 0                  | -           | -           | -           | 1      | 0      |
| 2013-2014         | Varese              | B                 | 3          | 0          | CI              | 2               | 0               | -                  | -                  | -                  | -           | -           | -           | 5      | 0      |
| 2014-2015         | Sturm Graz          | BL                | 31         | 2          | CA              | 2               | 0               | -                  | -                  | -                  | -           | -           | -           | 33     | 2      |
| 2015-2016         | Sturm Graz          | BL                | 28         | 0          | CA              | 1               | 0               | UEL                | 1                  | 0                  | -           | -           | -           | 30     | 0      |
| 2016-2017         | Sturm Graz          | BL                | 32         | 2          | CA              | 3               | 0               | -                  | -                  | -                  | -           | -           | -           | 35     | 2      |
| 2017-2018         | Sturm Graz          | BL                | 14         | 0          | CA              | 3               | 0               | UEL                | 0                  | 0                  | -           | -           | -           | 17     | 0      |
| 2018-2019         | Sturm Graz          | BL                | 31+2       | 2+0        | CA              | 2               | 0               | UCL+UEL            | 2+2                | 0                  | -           | -           | -           | 39     | 2      |
| 2019-2020         | Sturm Graz          | BL                | 24         | 0          | CA              | 4               | 0               | UEL                | 2                  | 0                  | -           | -           | -           | 30     | 0      |
| Totale Sturm Graz | Totale Sturm Graz   | Totale Sturm Graz | 162        | 6          |                 | 17              | 0               |                    | 7                  | 0                  |             | -           | -           | 186    | 6      |
| 2020-feb.2021     | Ascoli              | B                 | 11         | 0          | CI              | 0               | 0               | -                  | -                  | -                  | -           | -           | -           | 11     | 0      |
| feb.-giu.2021     | Bnei Sakhnin        | LhA               | 11         | 0          | CI              | 3               | 0               | -                  | -                  | -                  | -           | -           | -           | 14     | 0      |
| 2021-2022         | Ascoli              | B                 | 0          | 0          | CI              | 0               | 0               | -                  | -                  | -                  | -           | -           | -           | 0      | 0      |
| 2022-2023         | Maccabi Bnei Reineh | LhA               | 32         | 2          | CI              | 2               | 0               | -                  | -                  | -                  | -           | -           | -           | 34     | 2      |
| 2023-2024         | Nieciecza           | 1L                | 20         | 1          | CP              | 0               | 0               | -                  | -                  | -                  | -           | -           | -           | 20     | 1      |
| Totale carriera   | Totale carriera     | Totale carriera   | 240        | 8          |                 | 24              | 0               |                    | 7                  | 0                  |             | -           | -           | 271    | 9      |

### Cronologia presenze e reti in nazionale
| Cronologia completa delle presenze e delle reti in nazionale ― Austria under 21 | Cronologia completa delle presenze e delle reti in nazionale ― Austria under 21 | Cronologia completa delle presenze e delle reti in nazionale ― Austria under 21 | Cronologia completa delle presenze e delle reti in nazionale ― Austria under 21 | Cronologia completa delle presenze e delle reti in nazionale ― Austria under 21 | Cronologia completa delle presenze e delle reti in nazionale ― Austria under 21 | Cronologia completa delle presenze e delle reti in nazionale ― Austria under 21 | Cronologia completa delle presenze e delle reti in nazionale ― Austria under 21 |
| Data                                                                            | Città                                                                           | In casa                                                                         | Risultato                                                                       | Ospiti                                                                          | Competizione                                                                    | Reti                                                                            | Note                                                                            |
| ------------------------------------------------------------------------------- | ------------------------------------------------------------------------------- | ------------------------------------------------------------------------------- | ------------------------------------------------------------------------------- | ------------------------------------------------------------------------------- | ------------------------------------------------------------------------------- | ------------------------------------------------------------------------------- | ------------------------------------------------------------------------------- |
| 12-10-2012                                                                      | Melk                                                                            | Austria under 21                                                                | 5 – 1                                                                           | RD del Congo under 21                                                           | Amichevole                                                                      | 1                                                                               | 71’                                                                             |
| 15-10-2012                                                                      | Parndorf                                                                        | Austria under 21                                                                | 3 – 1                                                                           | Ungheria under 21                                                               | Amichevole                                                                      | -                                                                               |                                                                                 |
| 14-11-2012                                                                      | Nauplia                                                                         | Grecia under 21                                                                 | 1 – 1                                                                           | Austria under 21                                                                | Amichevole                                                                      | -                                                                               | 46’                                                                             |
| 6-2-2013                                                                        | Paola                                                                           | Malta under 21                                                                  | 1 – 3                                                                           | Austria under 21                                                                | Amichevole                                                                      | -                                                                               | 46’                                                                             |
| 21-3-2013                                                                       | Hartberg                                                                        | Austria under 21                                                                | 1 – 0                                                                           | Slovacchia under 21                                                             | Amichevole                                                                      | -                                                                               |                                                                                 |
| 25-3-2013                                                                       | Brighton                                                                        | Inghilterra under 21                                                            | 4 – 0                                                                           | Austria under 21                                                                | Amichevole                                                                      | -                                                                               | 89’                                                                             |
| 5-6-2013                                                                        | Kiev                                                                            | Ucraina under 21                                                                | 0 – 1                                                                           | Austria under 21                                                                | Amichevole                                                                      | -                                                                               | 88’                                                                             |
| 4-6-2013                                                                        | Kiev                                                                            | Rep. Ceca under 21                                                              | 0 – 3                                                                           | Austria under 21                                                                | Amichevole                                                                      | -                                                                               | 58’                                                                             |
| 5-9-2013                                                                        | Graz                                                                            | Austria under 21                                                                | 2 – 6                                                                           | Spagna under 21                                                                 | Qual. Europeo Under-21 2015                                                     | -                                                                               |                                                                                 |
| 9-9-2013                                                                        | Zenica                                                                          | Bosnia ed Erzegovina under 21                                                   | 0 – 2                                                                           | Austria under 21                                                                | Qual. Europeo Under-21 2015                                                     | -                                                                               | 90’                                                                             |
| 10-10-2013                                                                      | Győr                                                                            | Ungheria under 21                                                               | 0 – 2                                                                           | Austria under 21                                                                | Qual. Europeo Under-21 2015                                                     | -                                                                               |                                                                                 |
| 14-10-2013                                                                      | Deventer                                                                        | Paesi Bassi under 21                                                            | 0 – 3                                                                           | Austria under 21                                                                | Amichevole                                                                      | -                                                                               | 46’                                                                             |
| 14-11-2013                                                                      | Wiener Neudorf                                                                  | Austria under 21                                                                | 2 – 0                                                                           | Turchia under 21                                                                | Amichevole                                                                      | -                                                                               |                                                                                 |
| 18-11-2013                                                                      | Graz                                                                            | Austria under 21                                                                | 4 – 2                                                                           | Ungheria under 21                                                               | Qual. Europeo Under-21 2015                                                     | -                                                                               |                                                                                 |
| 29-5-2014                                                                       | Melk                                                                            | Austria under 21                                                                | 2 – 2                                                                           | Serbia under 21                                                                 | Amichevole                                                                      | -                                                                               | 73’                                                                             |
| 3-6-2014                                                                        | Uherské Hradiště                                                                | Rep. Ceca under 21                                                              | 0 – 1                                                                           | Austria under 21                                                                | Amichevole                                                                      | -                                                                               |                                                                                 |
| 5-9-2014                                                                        | Sankt Polten                                                                    | Austria under 21                                                                | 2 – 0                                                                           | Bosnia ed Erzegovina under 21                                                   | Qual. Europeo Under-21 2015                                                     | -                                                                               | 90+3’                                                                           |
| 9-9-2014                                                                        | Puertollano                                                                     | Spagna under 21                                                                 | 1 – 1                                                                           | Austria under 21                                                                | Qual. Europeo Under-21 2015                                                     | -                                                                               | 45+4’                                                                           |
| Totale                                                                          |                                                                                 | Presenze                                                                        | 18                                                                              |                                                                                 | Reti                                                                            | 1                                                                               |                                                                                 |

## Palmarès

### Club

#### Competizioni giovanili
- Campionato Primavera: 1

Inter: 2011-2012
- NextGen Series: 1

Inter: 2011-2012

### Competizioni nazionali
- Coppa d'Austria: 1

Sturm Graz: 2017-2018